# Обсерваторія Краматорськ
 Обсервато́рія Крамато́рськ — приватна краматорська балконна астрономічна обсерваторія, розташована за 5 км на північ від міста Краматорськ, Донецька область. Творцем обсерваторії є Сергій Плакса, любитель астрономії з міста Краматорськ. У жовтні 2009 року обсерваторія отримала код Центру Малих Планет за номером «C04».

## Інструменти обсерваторії
- Рефлектор системи Ньютона (D = 254 мм, F = 1220 мм) + монтування EQ-6 + ПЗЗ-камера QHY-6 і цифровий фотоапарат Canon 350Da (перероблений під лінію водню H-alpha).

## Напрями досліджень
- Астрометрія астероїдів
- Комети

## Цікаві факти
- Обсерваторія Краматорськ є першою обсерваторією, яка отримала код Центру Малих Планет після розпаду СРСР на території України і першою балконною обсерваторією на території України з кодом Центру Малих Планет.